# Karol Wolfram
Karol Wolfram (ur. 5 listopada 1899 w Warszawie, zm. 21 września 1965 tamże) – polski duchowny ewangelicki, profesor Chrześcijańskiej Akademii Teologicznej w Warszawie, tłumacz Biblii.

## Życiorys
Był synem Karola i Luizy. Ukończył Gimnazjum im. Władysława IV w Warszawie, w latach 1920–1924 studiował na Wydziale Teologii Ewangelickiej Uniwersytetu Warszawskiego; po ukończeniu studiów został ordynowany. Pracował jako wikariusz w Warszawie, potem był proboszczem w Nowym Dworze Mazowieckim. Uzupełniał studia teologiczne w Niemczech, po powrocie został asystentem w Katedrze Egzegezy Nowego Testamentu Wydziału Teologii Ewangelickiej Uniwersytetu Warszawskiego, na którym uzyskał doktorat teologii, a potem w 1935 objął stanowisko docenta. Od 1937 był profesorem nadzwyczajnym na tym Wydziale, a po jego likwidacji w 1954 profesorem zwyczajnym Chrześcijańskiej Akademii Teologicznej w Warszawie. W tej uczelni pełnił także funkcję prorektora. W pracy naukowej zajmował się głównie Nowym Testamentem, opracował przekład piętnastu ksiąg Nowego Testamentu, który następnie wszedł w skład Biblii warszawskiej.
Został pochowany na cmentarzu ewangelicko-augsburskim w Warszawie (aleja 49, grób 33).